# Oleksandr Syrskyj

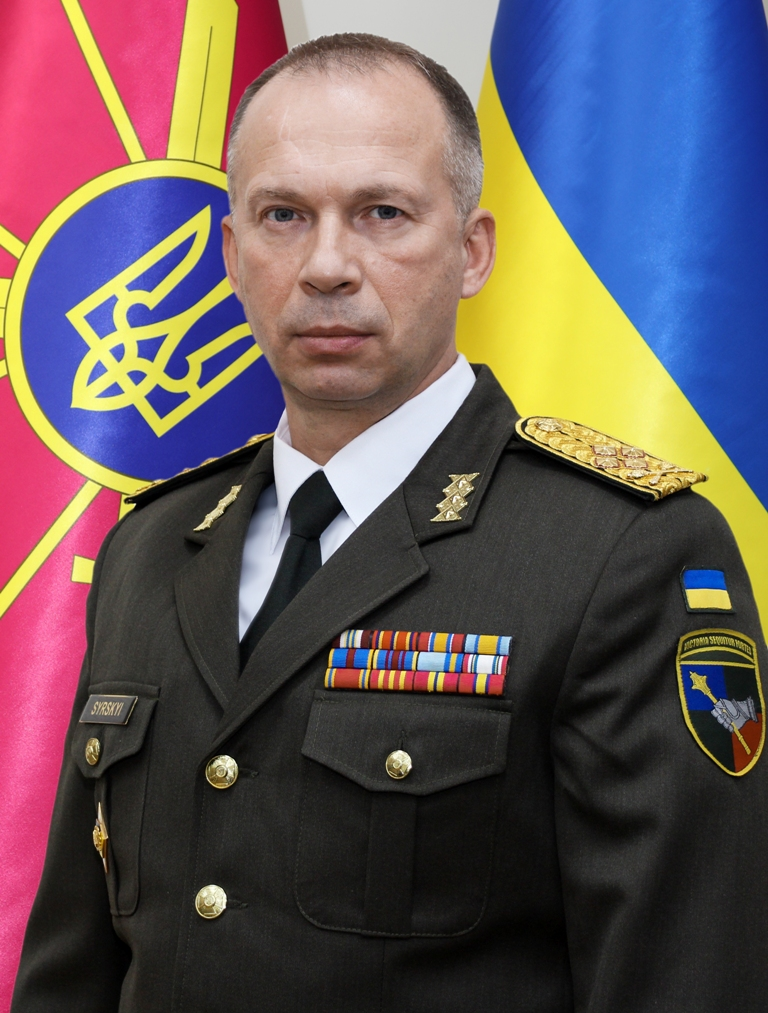
Oleksandr Syrskyj (2021)

Oleksandr Stanislawowytsch Syrskyj (ukrainisch Олександр Станіславович Сирський; russisch Александр Станиславович Сырский; * 26. Juli 1965 in Nowinki, Oblast Wladimir, Russische SFSR, Sowjetunion) ist ein ukrainischer General und seit Februar 2024 Oberkommandierender der Streitkräfte der Ukraine. Von 2019 bis 2024 war er Befehlshaber des ukrainischen Heeres.

## Biografie
1982 begann Oleksandr Syrskyj sein Studium an der Moskauer Höhere Militärkommandoschule. 1986 zog Syrskyj nach seinem Studium in die Ukrainische SSR und wurde in der Sowjetarmee Zugführer im 426. motorisierten Schützenregiment der 25. motorisierten Schützendivision der 1. kombinierten Armee.
1993 bis 1995 war er Kommandeur des motorisierten Schützenbataillons des 17. Regiments, später des 19. Regiments, der 6. Division der Nationalgarde der Ukraine. 1996 schloss er die Akademie der Ukrainischen Streitkräfte ab und wurde 2000 bis 2002 Stabschef und zunächst erster stellvertretender Kommandeur, später Kommandeur der 72. mechanisierten Division des 8. Armeekorps, die in die 72. Selbständige mechanisierte Brigade umbenannt wurde.
2007 wurde er erster stellvertretender Kommandeur des Gemeinsamen Einsatzkommandos der Streitkräfte der Ukraine und von 2011 bis 2012 war er der erste stellvertretende Leiter der Hauptabteilung für militärische Zusammenarbeit und friedenserhaltende Operationen des Generalstabs. Am 20. August 2009 erfolgte die Beförderung zum Generalmajor, am 5. Dezember 2016 zum Generalleutnant.
Vor dem Krieg im Donbas war Oleksandr Syrskyj stellvertretender Kommandant des Oberkommandos der Streitkräfte der Ukraine, speziell zuständig für die Zusammenarbeit mit der NATO. Bei der Koordination des ukrainischen Rückzugs aus der Stadt Debalzewe im Jahr 2015 erwarb er sich Anerkennung bei der Heeresführung. Bei dem Rückzug starben jedoch mehr als 100 ukrainische Soldaten durch Feindbeschuss.

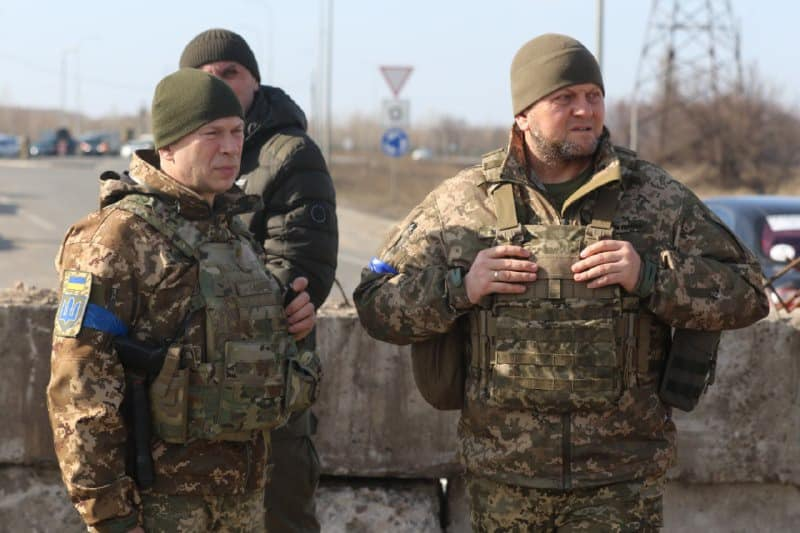
Oleksandr Syrskyj (links) mit Walerij Saluschnyj während der Schlacht von Kiew, 2022

Im Mai 2019 wurde er vom Präsidenten Petro Poroschenko zum Leiter der militärischen Operation im Donbas ernannt. Am 5. August 2019 ernannte ihn der neugewählte Präsident Wolodymyr Selenskyj zum Oberbefehlshaber des Ukrainischen Heeres. Es folgte am 23. August 2020 die Beförderung zum Generaloberst. Als solcher führte er im Jahr 2022 die ukrainischen Truppen sowohl bei der Verteidigung von Kiew als auch bei der erfolgreichen Gegenoffensive in der Region Charkiw, an. Vor Beginn der russischen Invasion, als sich russische Truppen in belarussischen Grenzgebiet zur Ukraine ansammelten, befahl Syrskyj Flugzeuge und Hubschrauber von ukrainischen Luftbasen zu räumen und zog zwei Verteidigungsringe um die Stadt. Bei der Verteidigung der Hauptstadt gegen besser bewaffnete und zahlenmäßig überlegene Russen befahl Syrskyj schnelle Manöver kleiner Einheiten mit Artilleriesystemen. Demgegenüber behauptete ein ukrainischer Offizier, dass die Verteidigung Kiews vor allem Kommandeuren der unteren Ebenen zu verdanken sei.

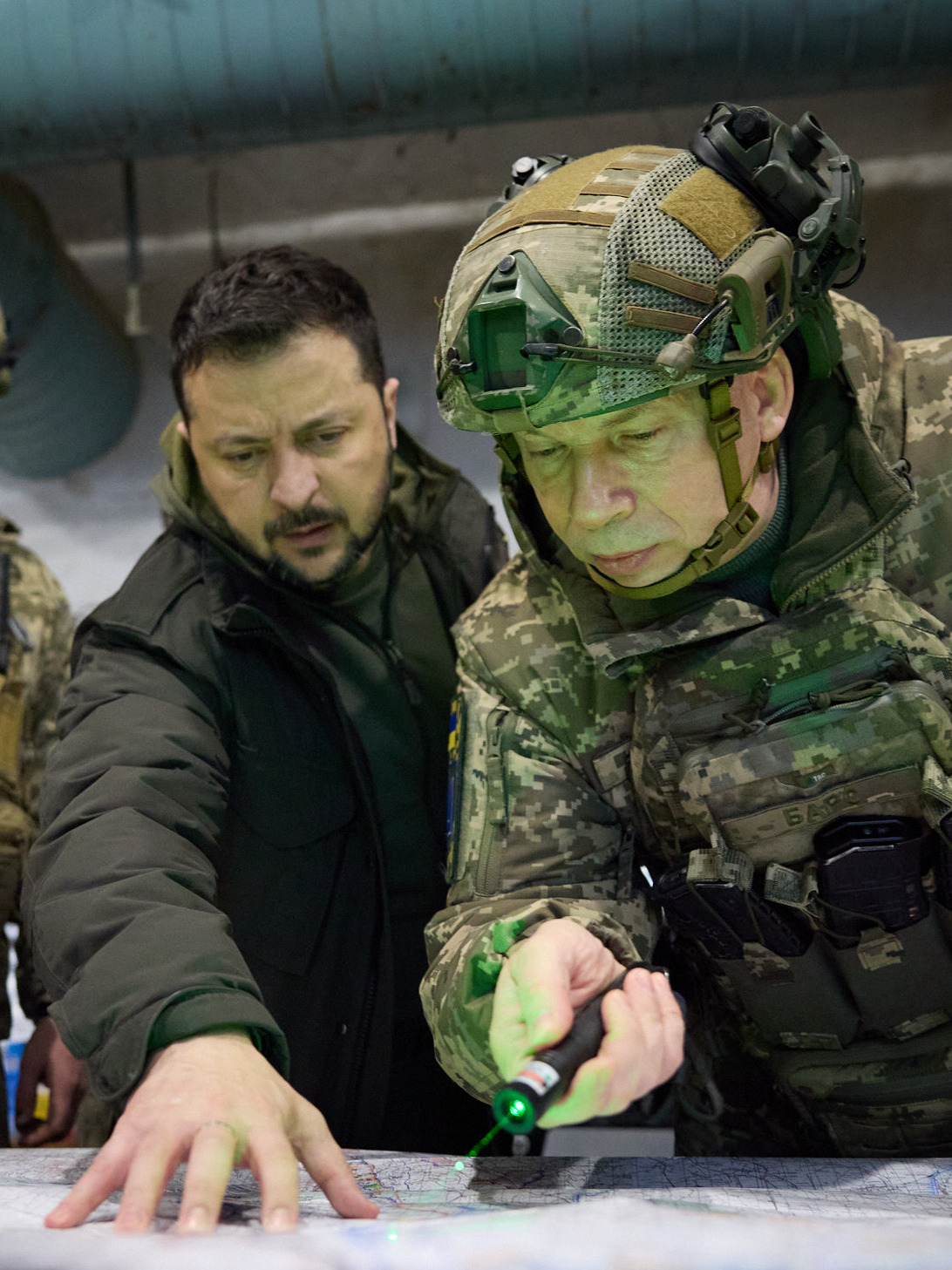
Syrskyj mit Staatspräsident Wolodymyr Selenskyj im Jahr 2023

Bis zum Frühjahr 2023 kommandierte Syrskyj die letztlich erfolglose Verteidigung der Stadt Bachmut in der Schlacht um die Stadt, die ein Zermürbungskrieg war. Die von Syrskyj bei der anschließend gescheiterten ukrainischen Gegenoffensive im Sommer 2023 getroffene Entscheidung, zu versuchen, das strategisch unwichtige und zerstörte Bachmut zurückzuerobern, brachte ihm – auch unter Bezugnahme auf seine Offiziersausbildung bei der Sowjetarmee – in den eigenen Reihen den Ruf ein, seine Soldaten zu verheizen. Syrskyj erklärte, dass es im Russisch-Ukrainischen Krieg ein Vorteil für ihn sei, dass er an der Militärkommandoschule Moskau ausgebildet wurde; so wisse er oft, wie sich der Feind verhält.
Im Februar 2024 entließ Staatspräsident Selenskyj Generalstabschef Walerij Saluschnyj als militärischen Befehlshaber der ukrainischen Streitkräfte und ernannte Syrskyj zu dessen Nachfolger. Nach Angaben von Gustav Gressel begann Syrskyj mit einer Reform der Soldatenausbildung, um die angeblich hohen Qualitäts- und Leistungsunterschiede unter den ukrainischen Kampfverbänden auszugleichen.
Im Juli 2024 erklärte Syrskyj in einem Interview, dass er trotz eines Feindes, der laut Syrskyj über mehr als doppelt so viel Ausrüstung verfügt, wisse, wie die Ukraine gewinnen könne. Anfang August 2024 befahl Syrskyj mit der ukrainischen Kursk-Offensive einen Überraschungsangriff auf russisches Staatsgebiet, womit weder Russland noch die ukrainische Verbündeten gerechnet hatten (die USA hatten eigenen Angaben zufolge vorab nicht von der Offensive erfahren). Im August 2024 wurde er zum General befördert.

## Familie
Oleksandr Syrskyj ist verheiratet und hat zwei Söhne (einer davon adoptiert).

## Auszeichnungen
- 2015: Bohdan-Chmelnyzkyj-Orden: Dritter Klasse[3]
- 2022: Bohdan-Chmelnyzkyj-Orden: Zweiter Klasse[17]
- 2022: Held der Ukraine[4][18]
- 2022: Militärisches Verdienstkreuz[19]
- 2022: Bohdan-Chmelnyzkyj-Orden: Erster Klasse[20]